# Achim Knispel
Achim Knispel (* 13. Januar 1947 in Erfurt; † 3. Juni 1999 in Wuppertal) war ein deutscher Gitarrist der neuen Improvisationsmusik, Maler und Zeichner.

## Leben und Wirken
Achim Knispel war als Gitarrenspieler Autodidakt. Er trat seit Mitte der 1960er Jahre in verschiedenen Rockgruppen auf, etwa mit „Horizon Cee“, die er mit Hans Reichel gegründet hatte. Er studierte von 1969 bis 1975 in Wuppertal bildende Kunst.
1971 erhielt er den „Märkischen Preis für junge bildende Künstler“ des Karl-Ernst-Osthaus-Museums (Hagen). Seine Werke wurden in vielen Ausstellungen gezeigt. Zwischen 1979 und 1981 gehörte er zu der Gruppe von Künstlern und Musikern, die in der Wuppertaler Luisenstraße die Produzentengalerie „360 Grad – Spielraum für Ideen“ begründeten.
Neben der bildenden Kunst trat er parallel dazu immer wieder als Gitarrist in Erscheinung, mit einer eigenständigen, klanglich teilweise von der Rockmusik inspirierten, freien Spielweise. Er entwickelte eine eigene Spieltechnik, wobei er den Verstärker soweit aufdrehte, „dass bereits die Berührungen mit der Griffhand Lärm erzeugen“. Überregional stellte er sich als Gitarrist erstmals 1974 auf dem Deutschen Jazzfestival Frankfurt in einem Solokonzert vor. Knispel arbeitete nicht nur solistisch, sondern auch in einem Quartett mit Hans Reichel, Michel Waisvisz und Buschi Niebergall. Mit Reichel spielte er im Duo („Erdmännchen“, 1977). Während der 1980er Jahre trat er häufig mit Willi Kellers im Duo auf („Eickendorffbalade“, 1981), das durch Trevor Watts oder Lol Coxhill zum Trio erweitert wurde. Daneben spielte er mit Phil Minton, Peter Brötzmann, Peter Kowald, John Tchicai sowie Julie und Keith Tippett.